# Xavier Bernadí
Xavier Bernadí i Gil (Sabadell, 1967) es un jurista y docente catalán, director general de Derecho y de Entidades Jurídicas del Departamento de Justicia de la Generalidad de Cataluña, así como profesor asociado de Derecho Administrativo en la Universidad Pompeu Fabra (UPF).

## Biografía
En 1990 se licenció en Derecho por la Universidad Autónoma de Barcelona (UAB) y en 2002 se doctoró en Derecho por la Universidad Pompeu Fabra. Se focaliza en la investigación del derecho autonómico; la distribución de competencias; y la Administración pública y las tecnologías de la Información y la Comunicación. En relación con esta última materia, editó el libro Administraciones públicas e Internet. Elementos de derecho público electrónico (Fundación Carles Pi i Sunyer de Estudios Autonómicos y Locales, 2007), además de ser el coautor de la obra, junto con Clara Velasco y Carlos Lloveras, igualmente profesores de la UPF. 
En marzo de 2008 fue nombrado secretario de la comisión mixta Estado-Generalitat sobre transferencias de competencias. Este es el órgano previsto por el Estatuto de Autonomía de Cataluña de 2006 para inventariar los bienes y derechos del Estado que deberán ser objeto de traspaso a la Generalidad de Cataluña, así como detallar los servicios e instituciones previstos para traspasar. La función principal de la secretaría de la comisión, adscrita a la Consejería de Interior, Relaciones Institucionales y Participación de la Generalidad de Cataluña, es la de impulsar y supervisar los trabajos y documentos de negociación relativos a estos traspasos de funciones y servicios. 
Entre otras funciones, también es miembro del consejo de redacción de la Revista catalana de derecho público, miembro del cuerpo superior de administración de la Generalidad de Cataluña, coordinador del grupo de investigación Observatorio de la Evolución de las Instituciones (UPF), y director del Seminario de Derecho Administrativo de la Información (SDAI). 
Entre julio de 2013 y el 19 de enero de 2016 fue director de la Oficina para el Desarrollo del Autogobierno, con rango de director general, al Departamento de Gobernación y Relaciones Institucionales de la Generalidad de Cataluña. A partir de entonces, a raíz del decreto 84/2016, fue nombrado director general de Derecho y de Entidades Jurídicas del Departamento de Justicia de la misma administración.